# 嗜眠性脳炎
嗜眠性脳炎（しみんせいのうえん）は流行性脳炎の1つ。1917年にコンスタンチン・フォン・エコノモによって報告されたことから、エコノモ脳炎ともいう。

## 症状
発熱、喉の痛み、頭痛、無気力、複視、身体的精神的反応の遅延、睡眠の昼夜逆転、緊張病などの症状によって特徴づけられる。後遺症として慢性的にパーキンソン症候群を示すことが多い。

## 原因
原因は分かっていない。ウイルスまたは細菌による感染症と関係のある自己免疫疾患だとする意見があり、とりわけインフルエンザとの関連に着目されている。

## 治療
特異的な治療法は存在せず対症療法による。

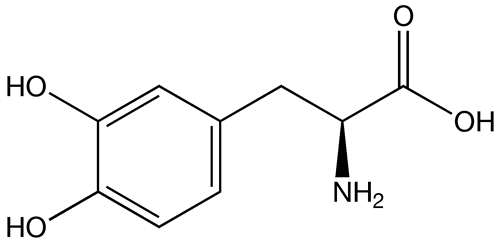
L-DOPA

小説『レナードの朝』とそれを元にした映画で描かれたように、L-ドパの投与によって慢性期の患者が劇的でしかし一過的な改善を示すことが知られている。

## 歴史
1915年から1920年代にかけて世界中で流行したが、ヨーロッパでは16世紀以降に何回かの流行があったと考えられている。